# Groffliers
Groffliers è un comune francese di 1 517 abitanti situato nel dipartimento del Passo di Calais nella regione dell'Alta Francia.

## Storia

### Simboli
Lo stemma comunale è ispirato al blasone della famiglia De Forceville, originaria di Forceville-en-Vimeu. Il dominio di Groffliers apparteneva prima della Rivoluzione francese a Louis de Forceville, cavaliere, visconte di Merlimont, originario di un ramo più giovane di questo casato. Se i De Forceville portavano uno scudo di rosso, alla decusse d'argento, accantonata da quattro merlotti dello stesso, il ramo di Merlimont aveva adottato la brisura di rosso, alla decusse d'argento, bordata di nero, caricata di quattro merlotti anch'essi di nero. Quando negli anni Novanta del XX sec. il comune adottò il proprio stemma, i quattro merlotti vennero sostituiti da altrettanti gabbiani soranti e  il quartiere sinistro divenne d'argento, a simbolizzare la baia d'Authie, a ovest.

## Società

### Evoluzione demografica
Abitanti censiti